# 周明金
周明金（1953年1月—），山东莱西人，农村基层党建“莱西经验”的实践创新者，曾任山东省莱西市国土资源局党组书记，莱西县委组织部副部长。2018年12月18日，在庆祝改革开放40周年大会上被授予改革先锋称号。